# Chảy máu trong

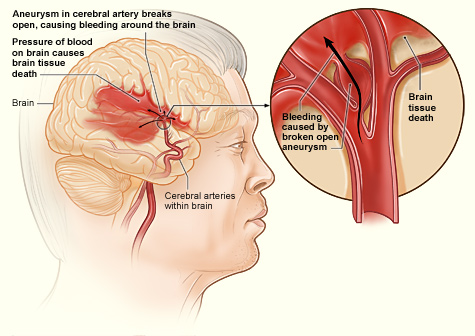
Chảy máu trong não

Chảy máu trong (còn gọi là xuất huyết nội bộ) là sự mất máu xuất hiện từ hệ thống mạch máu vào khoang hoặc khoang cơ thể. Đây là trường hợp cấp cứu y tế nghiêm trọng nhưng mức độ nghiêm trọng phụ thuộc vào tốc độ chảy máu và vị trí chảy máu (ví dụ: tim, não, dạ dày, phổi). Nó có thể gây tử vong và ngừng tim nếu không được điều trị đúng cách.

## Nguyên nhân
Một số tình trạng y tế có thể dẫn đến chảy máu trong. Nguyên nhân phổ biến bao gồm chấn thương, các bệnh lý khác nhau và biến chứng của điều trị y tế. Các địa điểm chung bao gồm đường tiêu hóa, động mạch chủ và xuất huyết nội sọ. Nhiễm trùng (bầm tím) là một dạng chảy máu bên trong, do chấn thương cùn gây ra các mạch máu nhỏ vỡ ra bên trong gây ra màu sắc, do lực bên ngoài cùn, nhưng tùy thuộc vào mức độ nghiêm trọng có thể là thương tích không nghiêm trọng.

### Chấn thương
Chảy máu nội bộ có thể do chấn thương cùn như va chạm tốc độ cao trong một tai nạn ô tô, hoặc bằng cách thâm nhập chấn thương như vết thương do đạn bắn hoặc dao đâm.

### Điều kiện bệnh lý và bệnh tật
Một số bệnh lý và bệnh tật có thể dẫn đến chảy máu trong. Chúng bao gồm vỡ mạch máu do huyết áp cao, chứng phình động mạch, giãn tĩnh mạch thực quản hoặc loét dạ dày tá tràng. Một nguyên nhân phổ biến khác của chảy máu bên trong là ung thư biểu mô (ung thư), hoặc ở đường tiêu hóa, phổi, hoặc hiếm khi có các cơ quan khác như tuyến tiền liệt, tuyến tụy hoặc thận. Các bệnh khác liên quan đến chảy máu nội bộ bao gồm bệnh còi xương, ung thư gan, ung thư gan, giảm tiểu cầu tự miễn, mang thai ngoài tử cung, hạ thân nhiệt ác tính, u nang buồng trứng, thiếu hụt vitamin K, và bệnh ưa chảy máu và sốt rét. Một số virus có thể gây ra một loại chảy máu bên trong gọi là sốt xuất huyết do virus, chẳng hạn như virus Ebola, Dengue hoặc Marburg, nhưng điều này rất hiếm.